# 坎切洛和阿尔诺内
坎切洛和阿尔诺内（義大利語：Cancello e Arnone），是意大利卡塞塔省的一个市镇。总面积49平方公里，人口5297人，人口密度108.1人/平方公里（2009年）。ISTAT代码为061012。